# 쇼도섬

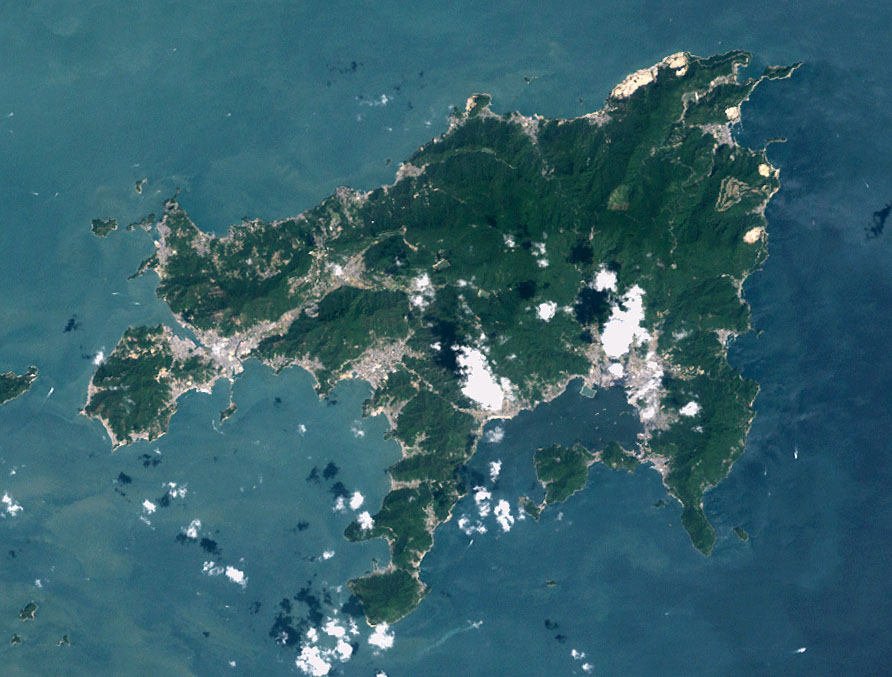
쇼도 섬의 위성 사진

쇼도섬(일본어: 小豆島)은 일본 시코쿠 가가와현 북쪽의 섬이다.

## 지리
이 섬은 시코쿠 가가와현 북부에 있다. 북쪽으로는 혼슈가 있으며 주변에는 수없이 많은 섬들이 위치해 있다. 이 섬은 지중해성 기후가 나타나 올리브 재배가 가능하다. 이 섬에는 쇼도시마정과 도노쇼정이 위치해 있다.

## 같이 보기
- 가가와현
- 시코쿠
- 쇼도시마정